# Saint-thierryi Vilmos
Saint-thierryi Vilmos (latinul: Guillelmus a Sancto Theodorico, franciául: Guillaume de Saint-Thierry), (1085 körül – 1148. szeptember 8.) latin nyelven író középkori francia teológus.
Clairvaux-i Szent Bernát barátja és szerzetestársa volt, de a későbbi időkben neve elhomályosult Bernáté mellett. Leghíresebb műve az Epistola ad frates de Monte Dei (gyakran Epistola aurea címen is emlegetik). Más művei De contemplando Deo és De natura et dignitate amoris címmel szerepelnek.
Akárcsak Bernát, Vilmos is a szeretet tudományát tanítja, elsősorban Szent Ágoston szerint. Így véleménye az, hogy Isten szeretete a természetes módon benne van az ember szívében. Az emberi szeretetnek saját súlyánál fogva, mintegy természetes módon kellene Isten felé irányulnia, ezt azonban az áteredendő bűn megakadályozza. A szerzetesi élet célja, hogy az emberi szeretet visszairányuljon teremtője felé. Ennek módszere mindenekelőtt az önmegismerésre irányuló erőfeszítés. Az önmegismerés során a lélek az elmében Isten képére alkotott lényként ismeri meg önmagát. Az elmében ugyanis található egy titkos pont, amelyen Isten rajta hagyta a lenyomatát, hogy az mindig emlékeztesse rá az embert. Szent Ágoston és utána Vilmos szerint ez az emlékezet. Az emlékezet hozza létre az észt, az emlékezet és az ész pedig az akaratot. Ez a háromság a Szentháromságot utánozza az emberben, mert az emlékezet az Atyának, az ész az Igének, az akarat pedig a Szentléleknek felel meg. Az észnek és akaratnak tárgya nem is lehet más, mint Isten.
Az isteni kegyelem hatására tud helyreállani a léleknek a bűnöktől megrontott képességei, eredménye pedig az ember Istenre irányuló szeretetének egybeesése az Istennek önmagára irányuló önmagában lévő, és az önmagára irányuló de az emberekben lévő szeretetével. Minél jobban visszanyeri a lélek az Istenhez való hasonlóságot – amely születése jogán meg is illeti, és amelyet sohasem kellett volna elveszítenie – annál jobban ismeri meg önmagát és Istent, mivel a lélek Istenhez való hasonlósága alapozza meg az Istenről való ismeretét.

## Magyarul megjelent művei
- Levél az istenhegyi szerzeteseknek. Aranylevél; ford. egy karthauzi szerzetes, átdolg., utószó Görföl Tibor; Szt. Mauríciusz Monostor–L'Harmattan, Bakonybél–Bp., 2023
- Paul Verdeyen: Saint-Thierryi Vilmos és a szeretet. Németalföld első misztikusa; ford. Bakos Gergely; Pannonhalmi Főapátság, Pannonhalma, 2023